# Darius Jonas Semaška

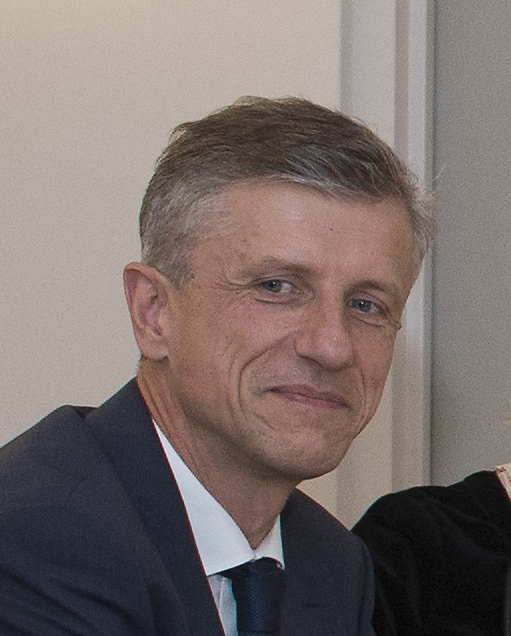
Darius Jonas Semaška

Darius Jonas Semaška (* 1967 in Kaunas) ist ein litauischer Diplomat und war von 2017 bis 2021 Botschafter der Republik Litauen in Deutschland.

## Leben
Nach dem Abitur 1985 an der  Jonas-Jablonskis-Mittelschule Kaunas absolvierte Darius Jonas Semaška 1992 das Diplomstudium der Mathematik an der Universität Vilnius. Danach studierte er Politikwissenschaft an der Universität Aarhus in Dänemark und am Institut für Internationale Beziehungen und Politikwissenschaft der Universität Vilnius. Seit 1994 arbeitet er am Ministerium für auswärtige Angelegenheiten Litauens. 2012 wurde er zum Botschafter in den Niederlanden von der Präsidentin Dalia Grybauskaitė ernannt. Davor (2010–2012) war er ihr Berater.